# Gottfried Berthold
Gottfried Dietrich Wilhelm Berthold (* 16. September 1854 in Gahmen; † 7. Januar 1937 in Göttingen) war ein deutscher Botaniker und Pflanzenphysiologe.
Sein botanisches Autorenkürzel lautet „Berthold“.

## Leben
Gottfried Berthold, Spross einer westfälischen Bauernfamilie vom sogenannten „Bertholdshof“, Sohn des Franz Diederich Heinrich (* 1825; † 1892) und der Johanna Hermine Wilhelmine Berthold (* 1826; † 1902), widmete sich nach dem Abitur einem Studium der Biologie an der Universität Göttingen, das er mit einer Dissertation über Algen abschloss.
In der Folge hielt er sich um 1879 mehrfach zu Forschungsaufenthalten in der Zoologischen Station in Neapel auf, um Untersuchungen an Algen durchzuführen, bevor er sich 1881 in Göttingen als Schüler von Johannes Reinke, dem damaligen Professor für Botanik und ersten Direktor des Pflanzenphysiologischen Instituts, habilitierte. Diese Aufenthalte wurden von Gustav von Goßler gefördert, welcher ihn auch später bei der Berufung zum Professor unterstützte. 1887 folgte Gottfried Berthold Johannes Reinke in beiden Positionen nach, bis er 1923 emeritiert wurde. Er wurde 1887 zum ordentlichen Mitglied der Göttinger Akademie der Wissenschaften und 1888 zum Mitglied der Gelehrtenakademie Leopoldina gewählt.
Gottfried Berthold heiratete 1889 Anna geborene Brons. Das Paar hatte zwei Söhne und eine Tochter.

## Wirken
Nachdem Gottfried Berthold sich in seiner ersten  kürzeren, aber sehr fruchtbaren Schaffensperiode mit Meeresalgen besonders erfolgreich in Neapel beschäftigt hatte, wandte er sich in seiner zweiten Periode physikalischen Gesichtspunkten zum Verständnis der Funktion der Zelle basierend auf der Protoplasmamechanik zu und suchte die pflanzliche Organisation durch kausale, entwicklungsmechanische Anatomie unter Vermeidung teleologischer Gedankengänge zu erklären.

## Schriften
- Untersuchungen über den Aufbau einiger Algen. 1878.
- Die geschlechtliche Fortpflanzung von Dasycladus clavaeformis Ag. 1880.
- Zur Kenntnis der Siphoneen und Bangiaceen. 1880.
- Die geschlechtliche Fortpflanzung der eigentlichen Phaeosphoreen. 1881.
- Vertheilung der Algen im Golf von Neapel. In: Mitteilungen der Zoologischen Station Neapel 3. 1882, S. 393–536.
- Morphologie und Physiologie der Meeresalgen. In: Jahrbuch für wissenschaftliche Botanik 13. 1882, S. 569–717.
- Die Cryptonemiaceen des Golfes von Neapel und der angrenzenden Meeres-Abschnitte: eine Monographie. In: Band 12 von Fauna und Flora des Golfes von Neapel und der angrenzenden Meeres-Abschnitte. 1884.
- Studien über Protoplasmamechanik. 1886.
- Untersuchungen zur Physiologie der pflanzlichen Organisation. 2 Bände, 1898–1904.